# Русский Качим
Ру́сский Качи́м (другое название Ве́рхний Качи́м), русское село Coсновоборского района Пензенской области, центр Русско-Качимского сельсовета, в 30 км к северо-востоку от районного центра Сосновоборск, на границе с Ульяновской областью. 

## История
Названо село по речке Качимка и этническому составу населения, в отличие расположенного рядом от села Мордовский Качим. 
Основано после 1699 года на земле крестившихся мордовских мурз. 
В 1717 году насчитывалось 36 дворов. 
Между 1718 и 1747 годами крестьяне Качима принадлежали помещику Пегову. 
Во второй половине XVIII века село принадлежало мелким помещикам, занимавшимся сплавом леса. 
В 1864 году построена деревянная церковь во имя Архангела Михаила, действовала 2-х классная церковно-приходская школа, работал винокуренный завод.
В 1980-е годы — центральная усадьба колхоза «Светлый путь». 

## Население
- 1717 год — 36 дворов;
- 1864 год — 939 чел.;
- 1897 год — 1296 чел.;
- 1926 год — 1511 чел;
- 1930 год — 1474 чел.;
- 1959 год — 675 чел.;
- 1979 год — 329 чел.;
- 1989 год — 305 чел.;
- 1996 год — 313 чел.;
- 2004 год — 253 чел.
- Население 253 жителя на 1 января 2004 года в 100 хозяйствах.

## Известные уроженцы
- Земскова, Мария Васильевна — Герой Социалистического Труда (1966), свинарка  колхоза «Правда» Красная Поляна Барышского района[1].

## Достопримечательности
- На левом берегу Качимки находится родник, почитаемый как святой источник[2], при нем часовня (построена в 2002 году).